# HD 50860
HD 50860，又名CD-43 2756，SAO 218278、HR 2579，是一颗恒星，视星等为6.46，位于銀經253.67，銀緯-18.23，其B1900.0坐标为赤經6h 49m 45.2s，赤緯-43° -18.23′ 8″。